# 山葛薯
山葛薯（学名：Dioscorea chingii）是薯蓣科薯蓣属的植物。分布在越南以及中国大陆的广西等地，生长于海拔600米的地区，一般生于山坡灌丛阴处以及岩石石缝中，目前尚未由人工引种栽培。

## 别名
三百捧（广西都安），山葛薯（广西）